# Turchi
I Turchi (in turco: Türkler), noti anche come turchi anatolici (turco: Anadolu Türkleri), costituiscono una popolazione turcofona che vive principalmente in Turchia, nella quale rappresenta la maggioranza della popolazione, nonché il più grande tra i parlanti delle lingue turciche. Numerose minoranze etniche turche sono sparse in vari territori che fecero parte dell'Impero ottomano, come in Bulgaria, in Macedonia del Nord, in Grecia, in Iraq ed in Siria. 
Inoltre, una significativa diaspora si è formata con la migrazione nel corso degli ultimi decenni, in particolare in Europa occidentale. In Germania risiedono 2,6 milioni di persone con cittadinanza turca, più un certo numero di turchi naturalizzati con la cittadinanza tedesca.